# ドルパダ
ドルパダ（英: Drupada、堅牢に据え付けられた、あるいは柱の意）はインドの叙事詩『マハーバーラタ』の登場人物。ヤジナセナ（Yajnasena）としても知られる。ダクシナ・パンチャーラ国の王である。首都はカーンピリヤとして知られる。父はプリシャタ。

## ドローナとの争い
プリシャタの息子であるドルパダとドローナはともに、ドローナの父でありリシのバルドワジャのもとで学んだ。2人は親友となり、ドルパダはいずれ王となったときにはドローナに王国の半分を与えると請け負った。やがて父が他界しドルパダが王位に就いたころ、一方でドローナは貧困に喘いでいた。息子に食わせてやることもできずに、ドローナはドルパダに相談にいく。しかしドルパダはそのころには身分の違いを自覚しており、ドローナとの関係を否認、彼を乞食とさげすみ冷たくあしらった。ドローナは後にパーンドゥの息子たちとドリタラーシュトラの教育係としてビーシュマに雇われる。カウラヴァとパーンダヴァの軍事教育を終えると、この王子たちにグルダクシナ(謝礼)としてドルパダを打ち倒し、捕らえてきてほしいと頼む。アルジュナの指揮のもとパーンダヴァはドルパダを打ち負かし、縄で縛り上げてドローナの前までつれてきた。ドローナはドルパダを逃がしてやるが、かつて交わした約束の通りに王国の半分を自分のものとした。ドルパダはこの屈辱をそそごうと復讐を誓う。しかしドローナには敵わないと悟り、ドルパダはドローナを殺すことのできる息子をこしらえようとヤジナ（護摩に近いヴェーダの儀式）を行う。ヤジナの火の中からドリシュタデュムナとドラウパディーが生まれた。数年後、マハーバーラタの戦いでドリシュタデュムナはドローナの首を切り落とした。

## ドラウパディーのスヴァヤンヴァラ
ドルパダは娘、ドラウパディーのためにスヴァヤンヴァラ（婿選び）を執り行った。招待された婿候補の王子たちには巨大な弓を引き、5本の矢を同時に放ち、遠くの的に据えられた回転する輪の中を通すという試験が課せられた。カルナがドラウパディーによって拒絶されると、つづいて挑戦したアルジュナがこのこの神業を見事こなして見せる。そしてドルパダはアルジュナを義理の息子として受け入れた。アルジュナがドラウパディーを母クンティーのもとへつれて帰ると、母は彼女の息子たちに得たものは何であれ兄弟で等しくわけよ、と指示する。ドルパダの宮殿にて母に従うべきか、5人の夫を持つことは正当なことか議論された。リシ、ヴィヤーサがクンティの提案を支持すると結婚が認められた。

## 家族
ドルパダにはドリシュタデュムナの他に11人の息子がいた。名前はそれぞれサチャジット（Satyajit）、シカンディン（（シカンディンはもとは女として生まれていて、かつてはビーシュマを恨んでいたカシ（Kashi）の娘だった。）、ウッタマウジャ（Uttamauja）、クマル（Kumar）、ユダマニュ（Yudhamanyu）、ヴリカ（Vrika）、パンチャリヤ（Panchalya）、スラタ（Suratha）、シャトルンジャヤ（Shatrunjaya）、ジャナメジャヤ（Janamejaya）。彼らのほとんどはマハーバーラタの戦いで死んでいる。ドリシュタデュムナ、シカンディン、ユダマニュ、ウッタマウジャは戦争の最終日にアシュヴァッターマンに殺されている。

## クルクシェートラの戦いでの役割
ドルパダはパーンダヴァの一員としてクルクシェートラの戦いに参加した。彼はマハーラティ（Maharathi、72万人の働きをする戦士）だった。ドルパダは戦いの15日目にヴィラタとともにドローナと戦い、ドローナによってヴィラタとともに殺された。